# Daniel Lundh
Daniel Lundh (Malmö, 1976) es un actor y escritor franco-sueco. Conocido en España por su papel en Tiempos de guerra o Alta mar, y a desarrollado su trayectoria actoral entre diferentes países cómo Francia, Reino Unido, Estados Unidos o España.

## Primeros años
Daniel Lundh nació en Malmö, de padre sueco y madre francesa. Él es hijo del actor y buen comerciante de arte, Lennart Lundh.
A la edad de siete años, la familia se mudó a París, donde asistió a una escuela de pedagogía Montessori.
Después de su graduación, se mudó a la gran manzana para seguir estudios de teatro en el Lee Strasberg Instituto de Teatro. Su profesor, Chad Burton, le tomó bajo su ala y pudo asistir al mítico Estudio de Actores. Recibió entrenamiento en el HB Estudio con Salem Ludwig. De vuelta en París, estudió dos años en Cours Florent con Lesley Chatterley. Fue entrenado con Bela Grushka y Jordania Beswick C.S.A.
Después fue a Londres, donde permaneció tres años, empezando a aparecer en las series Equipo de Sueño, Hollyoaks y Mile High.
Lundh, además de sueco y francés, habla con fluidez el inglés y el español y tiene conocimientos básicos de italiano y árabe.

## Carrera
En 2006,  obtuvo su primer papel en la película O Jerusalem, dirigida por Elie Chouraqui, junto a Ian Holm, JJ Feild y Patrick Bruel.
En 2007, fue protagonista en Délice Paloma, de Nadir Mokneche, con Aylin Prandi y Biyouna. La película fue un éxito y el actor fue aclamado por la crítica por su interpretación de un joven atribulado en busca de su padre. Su trabajo le valió un nombramiento para el César como Actor Más Prometedor.
En 2008, trabajó sucesivamente en Casa de Saddam, una coproducción de BBC y HBO sobre la vida de Saddam Hussein, y Les Héritières, para Francia 3. La película de televisión, en dos partes, es una adaptación de King Lear de Shakespeare, puesto en Corsica, con Jacques Weber, Amira Casar y Jean Benguigui. Allí,  interpretó el papel de Massimo, el bastardo e hijo vengativo.
En 2010 actuó en 22 Balas, un thriller sobre la mafia Marsellesa, dirigida por Richard Berry, al lado de Jean Reno, Kad Merad, Jean-Pierre Darroussin, y Marina Fois. La película fue producida por EuropaCorp.
En 2017, protagonizó la serie Tiempos de guerra donde interpretaba a Larbi Al-Hamza un joven musulmán de Melilla que trabajaba como camillero y conductor en el Hospital de la Cruz Roja de Melilla, esta serie se estrenaría luego en Netflix, donde tuvo un gran éxito.

En paralelo a su carrera como actor, se dedica a la escritura y la música.

## Filmografía

### Series de televisión
| Año         | Título            | Personaje            | Cadena          | Notas        |
| ----------- | ----------------- | -------------------- | --------------- | ------------ |
| 2004        | Equipo de sueño   | Mustapha Karim       | Canal 4         | 5 episodios  |
| 2004        | Hollyoaks         | Jean Claude          | Sky Un          | 1 episodio   |
| 2005        | Mile High         | Abdul                | Sky Un          | 1 episodio   |
| 2008        | Casa de Saddam    | Saddam Kamel         | HBO & BBC       | 2 episodios  |
| 2011        | Interpol          | Capitán Magnus Söder | BBC             | 1 episodio   |
| 2017        | Tiempos de guerra | Larbi Al-Hamza       | Antena 3        | 13 episodios |
| 2018        | Velvet Colección  | Guía                 | #0              | 1 episodio   |
| 2019 - 2020 | Alta Mar          | Pierre               | Netflix         | 22 episodios |
| 2020        | White Lines       | Adriano Jimenez      | Netflix         | 1 episodio   |
| 2022        | Now & Then        | Bunker               | Apple TV+       | 2 episodios  |
| 2023        | Ancient Empires   | Titus Labienus       | History Channel | 1 episodio   |
| 2024        | Eva & Nicole      | Gendarme             | Antena 3        | 1 episodio   |

### Películas y telefilmes
| Año  | Título                       | Personaje        | Director                | Notas                                                   |
| ---- | ---------------------------- | ---------------- | ----------------------- | ------------------------------------------------------- |
| 2003 | Crimes contre L'humanite     | -                | Norman Jewison          |                                                         |
| 2006 | O Jerusalem                  | Roni             | Elie Chouraqui          |                                                         |
| 2007 | Délice Paloma                | Riyad            | Nadir Moknèche          | Nominado a Césars (Francia) cómo 'Actor más prometedor' |
| 2009 | Les Héritières               | Massimo          | Harry Cleven            | Telefilme para Francia 3                                |
| 2010 | 22 Balas                     | Malek Telaa      | Richard Berry           | EuropaCorp                                              |
| 2011 | Medianoche en París          | Juan Belmonte    | Woody Allen             |                                                         |
| 2012 | Jack de Diamantes            | Javier Rodríguez | Hervé Renoh             |                                                         |
| 2016 | Puerto Ricans in Paris       | Policía francés  | Ian Edelman             |                                                         |
| 2019 | Coup de foudre en Andalouise | César            | Stéphane Malhuret       | Telefilme                                               |
| 2020 | El guardián                  | Moises           | Héctor Fernández Cachón | Cortometraje                                            |
| 2022 | It's A Good Day To Die       | David Pozen      | John Chua               |                                                         |
| 2023 | A Paris Proposal             | Gabriel          | Jessica Harmon          |                                                         |
| 2024 | A Toast To Love              | Mateo Vega       | Ryan Dewar              | Película para Prime Video                               |
| 2025 | A working man                | ¿?               | David Ayer              |                                                         |